# Henrik Jørgen Huitfeldt-Kaas
 Der er for få eller ingen kildehenvisninger i denne artikel, hvilket er et problem. Du kan hjælpe ved at angive troværdige kilder til de påstande, som fremføres i artiklen.

Henrik Jørgen Huitfeldt-Kaas, oprindelig Huitfeldt (2. februar 1834 i Kristiania - 18. maj 1905 sammesteds) var en norsk historiker. 
Huitfeldt-Kaas blev 1852 student sammen med sin bror Emil Huitfeldt (1835—58), med hvem han et par år læste jura, indtil de i fællesskab ofrede sig helt for det studium af nordisk historie, som befatningen med deres gamle æts saga havde vakt deres trang til at tage under videnskabelig behandling. Broderens død afbrød det smukke samarbejde, der allerede havde afsat meget lovende frugter. Samtidig blev Huitfeldt assistent i Rigsarkivet; 1868 rykkede han op til arkivfuldmægtig og sommeren 1896 til rigsarkivar. Allerede efter 
sin lærer, rigsarkivar Langes død (1862) havde Huitfeldt-Kaas overtaget dennes hverv som udgiver (sammen med filologen Unger) af Diplomatarium Norvegicum. Til supplering af dette omfattende kildeværk har Huitfeldt-Kaas  tilvejebragt udførlige samlinger til det store norske sigilværk, hvis udgivelse påbegyndtes 1898. Foruden de sidste 10 bind af Diplomatariet har Huitfeldt-Kaas tillige æren for udgivelsen af følgende betydelige kildeværker: Biskop Eysteins Jordebog (1873—80), Norske Regnskaber og Jordebøger fra 16. Aarhundrede (3 bind, 1885—96), Nils Stubs Optegnelsesbøger fra Oslo Lagting 1572—80 (1895) samt Statholderskabets Extraktprotokol af Supplikationer og Resolutioner 1642—52 (1896 ff.). 
Ved siden af dette om en utrættelig flid vidnende udgiverarbejde og sin aldrig hvilende embedsvirksomhed fandt Huitfeldt-Kaas jævnlig tid til at udarbejde grundige tidsskriftafhandlinger af genealogisk og personalhistorisk indhold. Af større hidhørende arbejder må nævnes: Bernt Ankers Forfatterskab (i Historisk Tidsskrift, 2. række, I) og De nulevende Adelsslægter i Norge (sammmesteds, 2. række, V), Efterretninger om Familien von Zernichow i Norge (i Personalhistorisk Tidsskrift, III), Generalløjtnant H. J. Huitfeldt og hans to Fruer (sammesteds VI), Om Familien Brochmann i Norge (sammesteds, 
3. række, IV), ligesom han var en søgt medarbejder i Danmarks Adels Aarbog. Meget fortjenstfuld er den som manuskript trykte monografi Efterretninger om Familien Sibbern (1890) og Katalog over malede Portrætter i Norge (1885), den sidste sammen med C.J. Anker. Fra ungdommen af dyrkede han musikken med en varm interesse, der gjorde ham til en skattet kritiker i hans ven Paul Botten-Hansens Illustreret Nyhedsblad. Huitfeldt-Kaas’ sans for teatrets kunst har givet sig udtryk ikke alene i talrige bidrag til dagspressen, men også i et stort værk af varig betydning, Kristiania Teaterhistorie (1870). Efter hans død udkom et slægtsarbejde af ham, Efterretninger om Familien Huitfeldt.